# Sierra Leone River
Der Sierra Leone River ist ein Fluss beziehungsweise Ästuar in Sierra Leone.

## Verlauf
Er bildet sich aus dem Zusammenfluss des Rokel und des Bankasoka (Port Loko Creek) etwa 40 Kilometer flussaufwärts seiner Mündung in den Atlantik bei Freetown. Das 2950 Quadratkilometer große Gebiet steht seit 1999 unter dem Schutz der Ramsar-Konvention.
Der Sierra Leone River ist zwischen sechs und 16 Kilometer breit und etwa 40 Kilometer lang. An seiner Mündung in den Atlantik liegt der Hafen Freetown, zudem befindet sich einige Kilometer landeinwärts der Hafen Pepel.
Der Bau einer Brücke (Lungi-Brücke) zwischen Freetown im Süden und Lungi im Norden ist seit September 2018 geplant. Diese soll den geplanten Neubau des Mamamah International Airport obsolet machen.